# Косьцюкевич, Матеуш
Матеуш Косьцюкевич (пол. Mateusz Kościukiewicz; род. 1 мая 1986 года, Новы-Томысль, Польша) — польский актёр театра и кино. Его жена — Малгожата Шумовская — кинорежиссер, продюсер и сценарист.

## Биография
Матеуш Косьцюкевич вырос в Новом-Тымысле. Является выпускником Высшей театральной школы Кракова. Кинокарьеру начал в 2003 году. Исполнил несколько песен к фильму «Всё, что я люблю», где сыграл главную роль. В 2010 году на Кинофестивале в Карловых Варах Матеуш был награждён премией Збигнева Цибульского, как лучший актёр в фильме «Мать Тереза кошек».
В 2012 году Матеуш Косьцюкевич женился на Малгожате Шумовской. 3 декабря того же года у них родилась дочь Алина.

## Фильмография
| Год  | Название                    | Персонаж                 |
| ---- | --------------------------- | ------------------------ |
| 2003 | Волна преступности (сериал) | Себастьян (2006)         |
| 2004 | Преступники (сериал)        | Норберт (2006)           |
| 2007 | Тайны «Ночного дозора»      | Герман Оостер            |
| 2008 | Сонливость                  | парень                   |
| 2009 | Аир                         | игрок                    |
| 2009 | Всё, что я люблю            | Янек                     |
| 2010 | Мать Тереза кошек           | Артур                    |
| 2010 | Szelest (короткометражка)   | Борис                    |
| 2011 | Зал самоубийц               | Джаспер (озвучка)        |
| 2012 | Не стыдясь                  | Тадек                    |
| 2013 | Блюз малышки                | Себа                     |
| 2013 | Бачинский                   | Кшиштоф Камиль Бачинский |
| 2013 | Во имя                      | Лукаш                    |
| 2013 | Валенса. Человек из надежды | Кшисек                   |
| 2013 | Билет в один конец на Луну  | Антони Сикора            |
| 2014 | Francesco (Франческо)       | Франческо                |
| 2014 | Эликсир                     | Луис                     |
| 2015 | Disco Polo                  | сценарист                |
| 2017 | Gwiazdy (звезда)            | Ян Банась                |
| 2017 | Amok (буйствовать)          | Кристиан Бала            |
| 2018 | Лицо                        | Яцек                     |
| 2019 | Три секунды                 | Сташек Кусик             |
| 2022 | Иа                          | Маттео                   |

## Награды
- 2010: премия Збигнева Цибульского за игру в фильме «Мать Тереза кошек»
- 2011: награда за лучшую мужскую роль в фильме «Всё, что я люблю»
- 2013: премия «Золотой Щенок» за лучшую мужскую роль второго плана в фильме «Во имя»